# Lắng nghe gió hát
Lắng nghe gió hát (風の歌を聴け Kaze no uta wo kike) là tên tiểu thuyết đầu tay phát hành năm 1979 của nhà văn Nhật Bản Murakami Haruki. Lắng nghe gió hát xuất hiện lần đầu trong số tháng 6 năm 1979 của Gunzo (một trong những tạp chí văn học có ảnh hưởng nhất ở Nhật Bản), và phát hành ở dạng sách vào tháng tiếp sau. Năm 1981, cuốn tiểu thuyết được đạo diễn người Nhật Kazuki Omori chuyển thể và phân phối bới Art Theater Guild. Cuốn tiểu thuyết được Alfred Birnbaum chuyển ngữ và xuất bản vào năm 1987.
Đây là cuốn đầu tiên trong chùm sách "Bộ ba Chuột", theo sau là tiểu thuyết Pinball, 1973 và Cuộc săn cừu hoang, sau đó là phần kết thúc Nhảy nhảy nhảy (1988). Cả bốn cuốn đều đã được dịch sang tiếng Anh, nhưng Lắng nghe gió hát và Pinbal, 1973 (là những tiểu thuyết hiện thực, hơi khác với phong cách sau này của tác giả) không bao giờ được phân phối rộng rãi trong giới xuất bản Anh - Mỹ. Cả hai chỉ được xuất bản dưới dạng sách bỏ túi cỡ A6 tại Nhật Bản dưới nhánh Thư viện tiếng Anh Kodansha (dành cho người học tiếng Anh) của Kōdansha. Điều này là do Murakami xem hai cuốn tiểu thuyết là "tác phẩm từ thời kỳ non nớt của ông". Một ấn bản tiếng Anh của hai cuốn tiểu thuyết này được phát hành dưới tựa đề Wind / Pinball tại Hoa Kỳ vào tháng 8/2015, với bản dịch của Giáo sư Ted GoossenTed Goossen thuộc Đại học York.

## Tựa đề
Tựa đề "Lắng nghe gió hát" bắt nguồn từ câu cuối trong truyện ngắn "Đóng lại cánh cửa cuối cùng" của Truman Capote - "Nghĩ về những điều vô thường, nghĩ về những ngọn gió." Tuy nhiên, cuốn tiểu thuyết đầu tiên được gửi đến Giải thưởng văn chương của Tạp chí Gunzo với tựa đề "Happy Birthday and White Christmas" (tạm dịch: Chúc mừng sinh nhật và Giáng sinh trắng).

## Chủ đề
Chủ đề câu chuyện xoay quanh tình yêu và mất mát. Đây cũng là cuốn tiểu thuyết duy nhất của Murakami Haruki mà không mô tả trực tiếp cảnh quan hệ tình dục.
Ngày 1 tháng 4 năm 1978, Murakami bỗng nảy ra ý tưởng của cuốn tiểu thuyết này khi đang xem đội bóng chày Yakult Swallows chơi trên sân vận động Meiji Jingu Stadium. Cú đánh đúp trong lượt đầu của cầu thủ tấn công Dave Hilton đã tạo cảm hứng cho ông. Lúc này, Murakami đang mở một quán cafe nhạc Jazz. Ông dành ra 1 giờ mỗi tối để viết và hoàn thành cuốn tiểu thuyết đầu tay trong vòng 4 tháng. Bối cảnh của câu chuyện diễn là 19 ngày của năm 1970 - từ ngày 8 tháng 8 đến ngày 28 tháng 8 - xoay quanh một sinh viên không rõ tên và bạn thân của cậu tên Chuột cùng địa điểm hai người thường lui tới là quán bar tên Jay's Bar (nghĩa đen: Quán của Jay). Cuốn tiểu thuyết gồm 40 chương nhỏ, đề cập đến nhiều chủ đề, viết lách, phong trào sinh viên Nhật Bản, tiểu thuyết, nấu ăn, âm nhạc phương Tây và như nhiều tiểu thuyết sau này của Murakami, không thể thiếu tình yêu và mất mát.

## Cốt truyện
Cuốn tiểu thuyết được kể bởi nhân vật "tôi" - một sinh viên không rõ tên đang theo học tại một trường đại học ở Tokyo - kể về 19 ngày mùa hè tháng 8 năm 1970 tại quê nhà bên bờ biển Niigata. Mùa xuân đó, một cô gái cậu từng hẹn hò tại trường đại học đã tự tử. Trong kỳ nghỉ hè, cậu thường xuyên đến quán bar của J cùng với người bạn thân "Chuột" và dành nhiều thời gian uống bia một cách ám ảnh. Một ngày nọ, anh ta bắt gặp một cô gái nằm trên sàn nhà trong phòng vệ sinh của quán bar và đưa cô về nhà. Cô gái ấy không có ngón út tay trái. Cậu tình cờ gặp cô gái trong cửa hàng băng đĩa nơi cô làm việc. Sau đó, cô bắt đầu gọi cho cậu và cả hai đã đi chơi cùng nhau vài lần. Trong khi đó, cậu bạn thân Chuột gặp rắc rối với một số phụ nữ, nhưng cậu không đề cập chi tiết. Một ngày nọ, cô gái không ngón út gặp nhân vật "tôi" tại một nhà hàng gần bến cảng. Tối hôm đó, tại căn hộ của cô, cô tiết lộ mình vừa phá thai. Rôi kỳ nghỉ kết thúc, cậu trở lại Tokyo. Khi cậu quay trở lại vào mùa đông, cô gái đã rời khỏi cửa hàng băng đĩa và căn hộ của mình. Nhân vật "tôi" hiện đã kết hôn và sống ở Tokyo. Chuột thì vẫn đang viết tiểu thuyết và gửi bản thảo của mình "tôi" vào mỗi dịp Giáng sinh.

## Nhân vật
Tôi
Người kể chuyện, sinh ngày 24 tháng 12 năm 1948 (Murakami sinh ngày 12 tháng 1 năm 1949). "Tôi" là một sinh viên đại học ngành sinh học, trở về thăm quê trong kỳ nghỉ hè năm 1970.
Chuột
Sinh vào tháng chín, cậu và "tôi" trở thành bạn vào "tôi" là sinh viên năm đầu. Cả hai rất thường đi chơi cùng nhau. Chuột sống trong một căn hộ 3 tằng với một nhà kính trên sân thượng.
J
Tay pha chế J's Bar (Quán bar của J), một người đàn ông Trung Quốc. "Tôi" từng nhận xét rằng J nói tiếng Nhật còn giỏi hơn cậu và Chuột.
Cô gái mất ngón út
Cô sinh ngày 10 tháng 1, bị mất ngón út khi tám tuổi. Cô có một người chị sinh đôi và làm việc tại một cửa hàng băng đĩa.
Cô bạn thời trung học của "tôi"
Cô cho "tôi" mượn bản thu bài hát California Girls khi còn học trung học, và vào mùa hè năm 1970, cô yêu cầu bài hát đó trên radio dành cho "tôi". Cô bỏ ngang đại học vì bệnh vào tháng 3 năm 1970.
Cô gái bị bệnh
Cô gái 17 tuổi mắc phải chứng bệnh gây ảnh hưởng đến thần kinh cột sống và bị liệt giường trong suốt ba năm.
Ba người chú
Người chú thứ nhất của "tôi" đã cho cậu một cuốn sách của  Derek Harfield. Ông qua đời ba năm sau đó vì ung thư ruột. Người chú thứ hai dẫm phải mìn do chính ông cài ở Thượng Hải hai ngày sau khi Chiến tranh thế giới thứ hai kết thúc. Người chú thứ ba là một nhà ảo thuật chuyên trình diễn ở các suối nước nóng vòng quanh Nhật Bản
Ba cô gái "tôi" ngủ cùng
Cô gái đầu tiên là bạn học và là bạn gái khi cậu còn học trung học. Cô và "tôi" chia tay chỉ vài tháng sau khi tốt nghiệp. Cô gái thứ hai là cô gái hippie "tôi" đã gặp ở ga Shinjuku, họ ở chung một tuần thì cô biến mất. Cô gái thứ ba "tôi" gặp ở thư viện. Trong mùa xuân 1970, cô đã treo cổ tự tử trong rừng.
DJ của đài NEB
Người chủ trì chương trình "Pop Telephone Request" - một chương trình radio dài 2 tiếng phát sóng vào bảy giờ tối mỗi thứ bảy. Tự nhận mình là "chú chó tấu hài" và thường kết thúc chương trình bằng "tôi yêu các bạn".
Derek Hartfield
Một tác giả không có thật viết rất nhiều tiểu thuyết rẻ tiền về người ngoài hành tinh và quái vật. "Tôi" đã chịu ảnh hưởng nhiều về chuyện viết lách từ ông.

## Chuyển thể
Năm 1981, tiểu thuyết được chuyển thể thành phim nhựa cùng tên đạo diễn bởi Ōmori Kazuki.

## Phát hành
Những chương đầu tiên của tiểu thuyết được định kỳ trên tạp chí văn học Gunzo năm 1979 nhưng truyện được để tên Chúc mừng sinh nhật và Giáng sinh trắng. Tháng 7 cùng năm, các chương được tổng hợp thành tiểu thuyết phát hành dưới tên Lắng nghe gió hát. Năm 1987, cuốn sách được dịch sang tiếng Anh với tên Hear the Wind Sing và được phát hành bởi Kodansha English Library với số lượng cực kỳ hạn chế. Cuốn sách chưa được phát hành chính thức qua tiếng Việt nhưng đã có bản dịch tiếng Việt dịch từ tiếng Indonesia xuất hiện trên mạng.
Năm 2018, tiểu thuyết Lắng nghe gió hát được nhà sách Nhã Nam phát hành và xuất hiện ở Hội sách mùa Thu, diễn ra từ ngày 22-26/8 ở Công viên Thống Nhất.

## Giải thưởng
- Đoạt giải tại Giải Văn học Gunzo
- Để cử tại Giải Akutagawa
- Đề cử tại Giải Văn học mới Noma

## Âm nhạc xuất hiện trong tiểu thuyết
- Rainy Night in Georgia
- Who'll Stop the Rain
- California Girls
- Piano Concerto No. 3 (Beethoven)
- Nashville Skyline
- Return to Sender
- Everyday People
- Woodstock (song)
- Spirit in the Sky
- Hey There Lonely Girl
- Good Luck Charm